# MSMC (短機関銃)

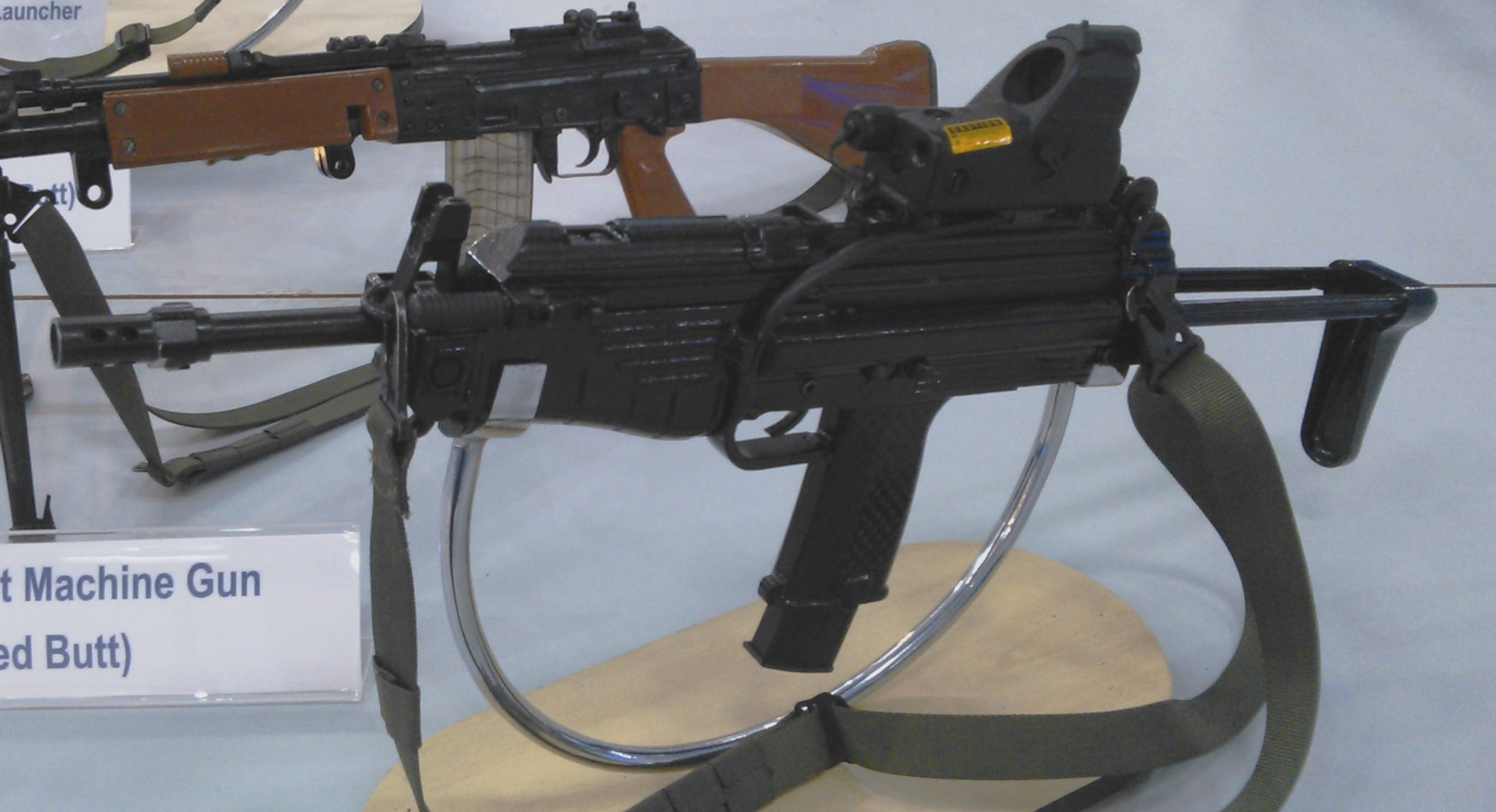
MSMC短機関銃

MSMC(Modern Sub Machine Carbine、近代型短機関銃カービン)は、インドの短機関銃。インドの兵器廠委員会（Ordnance Factories Board, OFB）に所属するティルチラーパッリ兵器廠により製造されている。新開発の5.56×30mm MINSAS弾を使用する。

## 概要
インドのARDE(Armament Research and Development Establishment)によって2006年に設計された。
元はINSAS小銃のカービンモデルを製造するつもりだったが、INSASの強度不足により小型化が困難であると判明し、弾薬の変更など大幅な改修を加えたMSMCの開発が行われた。
レシーバーはプレススチール製であるものの、グリップ周りとハンドガードはポリマーが使用されている。

## リンク
- 短機関銃/ARDE MSMC - MEDIAGUN DATABASE